# فلاتكو ميتكوف
فلاتكو ميتكوف مواليد 16 أغسطس 1981 في جمهورية مقدونيا، هو لاعب كرة يد مقدوني يلعب كظهير أيمن. مثل منتخب مقدونيا لكرة اليد.

## سجل المنافسة
شارك في البطولات التالية:
- بطولة أوروبا لكرة اليد للرجال 2012
- بطولة أوروبا لكرة اليد للرجال 2014
- بطولة أوروبا لكرة اليد للرجال 2016